# NGC 1992
NGC 1992 est une très vaste et lointaine galaxie lenticulaire située dans la constellation de la Colombe. NGC 1992 a été découverte par l'astronome britannique John Herschel en 1835.

## Caractéristiques
Sa vitesse par rapport au fond diffus cosmologique est de 10 655 ± 45 km/s, ce qui correspond à une distance de Hubble de 157 ± 11 Mpc (∼512 millions d'al).
À ce jour, une mesure non basée sur le décalage vers le rouge (redshift) donne une distance d'environ 154,000 Mpc (∼502 millions d'al). Cette valeur est à l'intérieur des valeurs de la distance de Hubble.